# سانسپوو
سانسپوو (به لهستانی:  Sąspów) یک روستا در لهستان است که در گمینا یژمانوویتس-پژگینگا واقع شده‌است. سانسپوو ۱٬۳۶۱ نفر جمعیت دارد و ۴۵۸ متر بالاتر از سطح دریا واقع شده‌است.